# Stambolovo
Stambolovo (in bulgaro Стамболово?) è un comune bulgaro situato nel distretto di Haskovo di 13 766 abitanti (dati 2009). La sede comunale è nella località omonima.

## Località
Il comune è formato dall'insieme delle seguenti località:
- Stambolovo (sede comunale)
- Balkan
- Bjal Kladenec
- Careva poljana
- Dolno Botevo
- Dolno Čerkovište
- Dolno Pole
- Gledka
- Golobradovo
- Goljam Izvor
- Kladenec
- Kralevo
- Ljaskovec
- Madžari
- Malăk Izvor
- Pătnikovo
- Pčelari
- Popovec
- Rabovo
- Silen
- Svetoslav
- Tănkovo
- Vodenci
- Vojvodenec
- Žălti Brjag
- Zimovina